# Crematogaster rufotestacea
Crematogaster rufotestacea är en myrart som beskrevs av Mayr 1876. Crematogaster rufotestacea ingår i släktet Crematogaster och familjen myror.

## Underarter
Arten delas in i följande underarter:
- C. r. dentinasis
- C. r. rufotestacea